# Pietro Lorenzetti

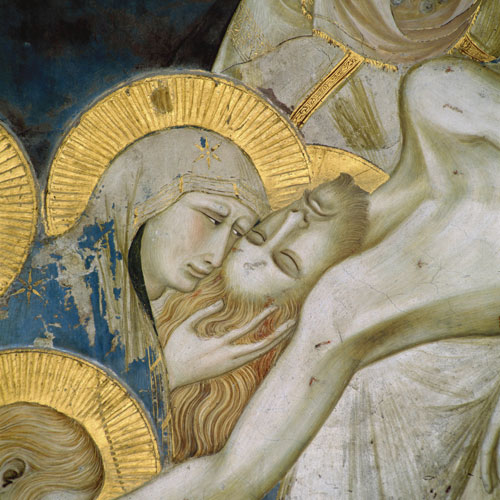
Opłakiwanie (fragment), dolny kościół, bazylika w Asyżu

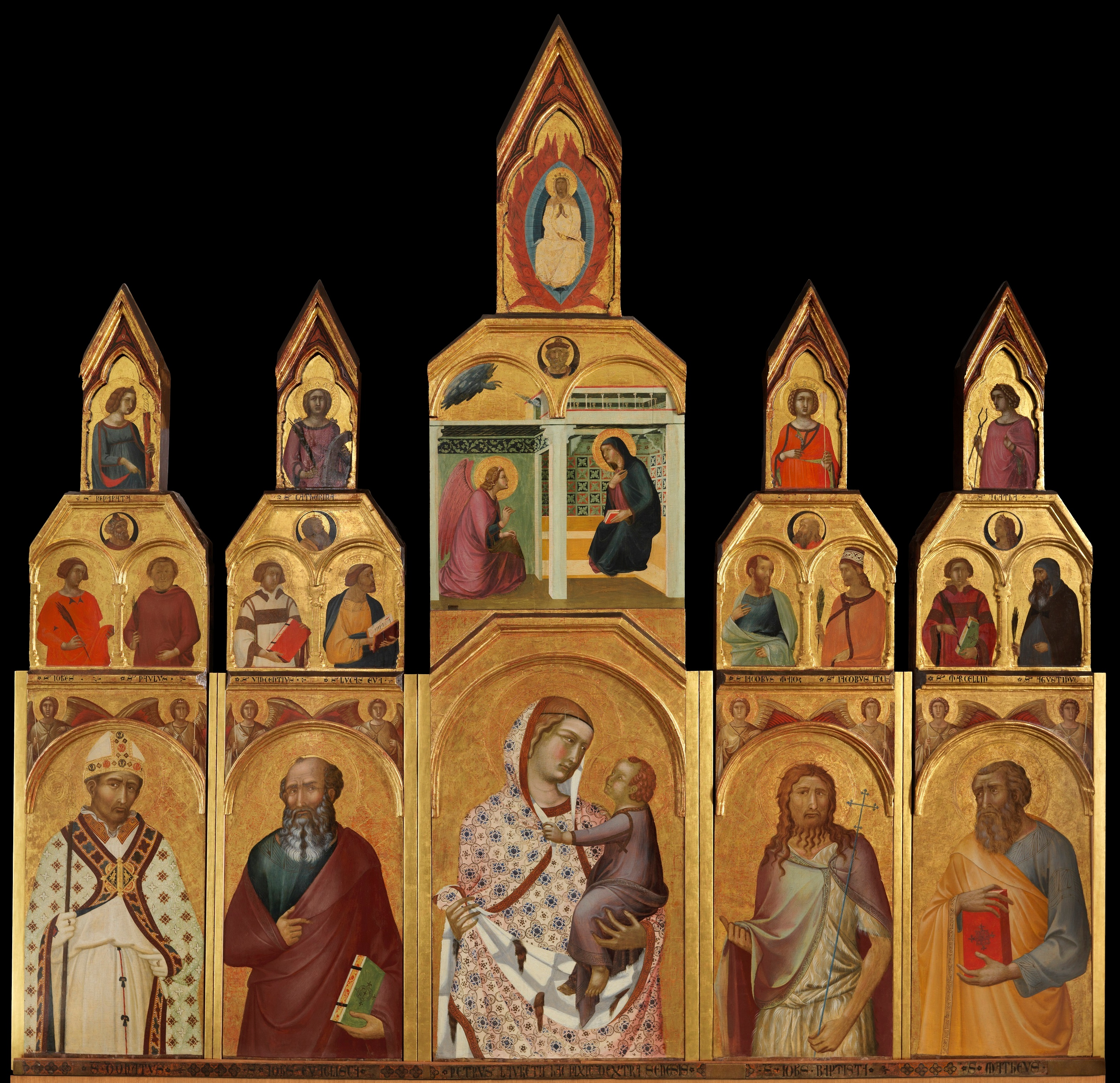
Poliptyk Tarlatiego, Santa Maria della Pieve, Arezzo

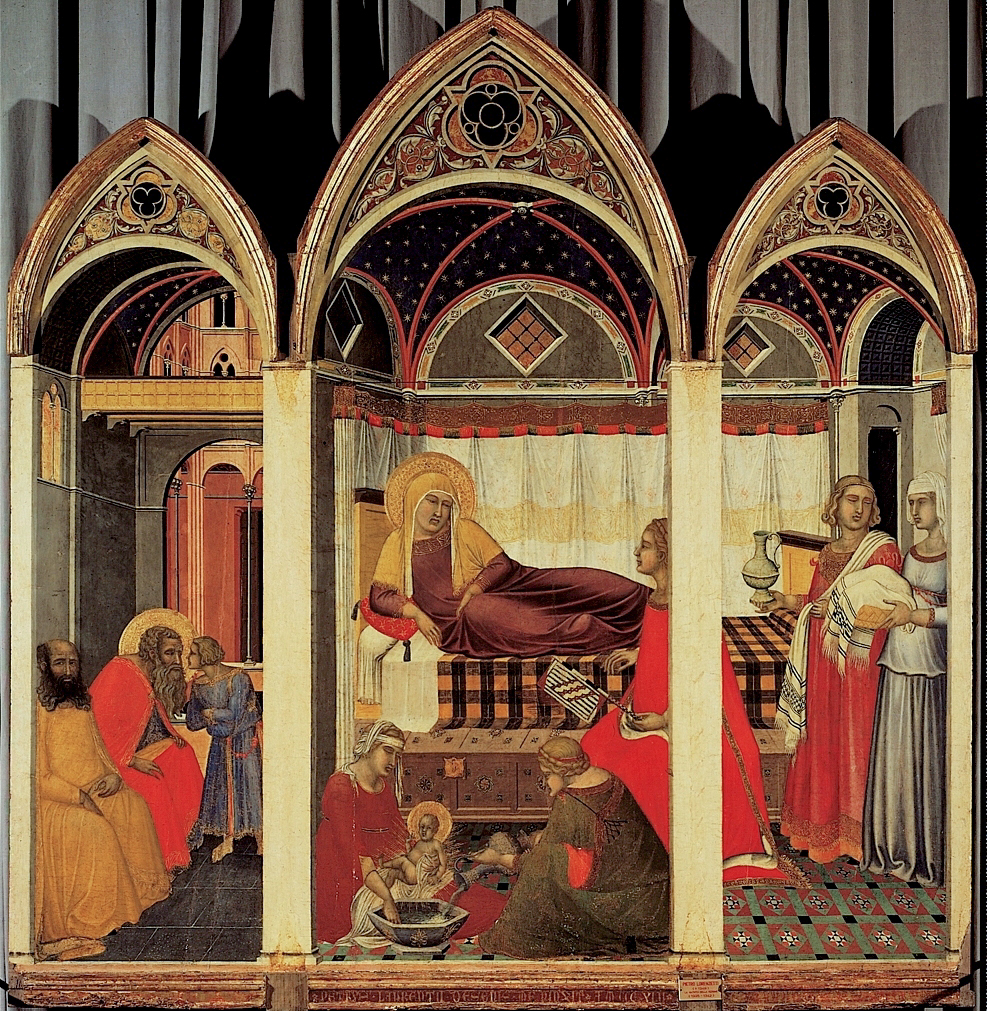
Narodziny Marii, 1342, Museo dell'Opera del Duomo, Siena

Pietro Lorenzetti (ur. ok. 1280/1285, zm. 1348) – włoski malarz.
Życie Pietra Lorenzettiego owiane jest tajemnicą; istnieje niewiele potwierdzonych danych na jego temat, wiadomo tylko, że działał, podobnie jak jego brat Ambrogio, w pierwszej połowie XIV wieku i zmarł w 1348 roku w czasie epidemii dżumy. 
Źródłem inspiracji dla twórczości Pietra, ze względów terytorialnych, było malarstwo Ducia di Buoninsegni, a następnie późniejsze doświadczenia wyniesione z innych miast toskańskich i z Umbrii, zwłaszcza z kościoła św. Franciszka w Asyżu, gdzie miał możność poznania nowatorskiego stylu wielkiego florenckiego twórcy. Był artystą bardziej tradycyjnym od brata, a jego malarstwo cechuje wyjątkowa dbałość o szczegół, harmonię i elegancję kompozycji w połączeniu z ekspresją wyrażania uczuć. 
Do najważniejszych dzieł Pietra należy fresk namalowany w kaplicy Orsinich w dolnym kościele w Asyżu, datowany na lata 1310–1315, który był prawdopodobnie inspirowany malowidłem Mistrza św. Mikołaja, znajdującym się w zewnętrznej części kaplicy. 
W dolnym kościele znajduje się ponadto jego obraz Madonny z Dzieciątkiem w otoczeniu świętych Jana Chrzciciela i Franciszka, dzieło pełne elegancji i wrażliwości, którego postaci przywołują na myśl modele Giotta. 
Pierwszym jego dziełem opatrzonym podpisem jest poliptyk w kościele parafialnym Santa Maria w Arezzo, wykonany na zlecenie biskupa Guida Tarlatiego w roku 1320. Malowidło, niezwykle ekspresyjne, o bogatej kolorystyce, przypomina stylem freski przedstawiające sceny męki Pańskiej w dolnym kościele w Asyżu, cykl o kontrowersyjnej atrybucji chronologicznej, choć jak sądzą niektórzy historycy sztuki, pochodzący z tego samego okresu. Jednym z najpiękniejszych dzieł artysty jest powstały w roku 1329 poliptyk Madonna karmelitów, w dużej części zachowany w sieneńskiej Pinakotece. Przedstawia on najważniejsze dzieje karmelitów, poczynając od Eliasza, a także epizody późniejsze, jak założenie około XII wieku przez grupę pielgrzymów – pustelników zakonu żebrzącego na górze Karmel w Galilei. 
W 1335 roku Pietro wykonał wraz z bratem na fasadzie sieneńskiego kościoła Santa Maria della Scala cykl fresków, które uległy zniszczeniu w XVIII wieku, a w 1336 roku rozpoczął, także z bratem, dekorację wirydarza i sali kapituły sieneńskiego klasztoru świętego Franciszka. Zachowały się tam do dziś wykonane ręką Pietra jedynie sceny z ukrzyżowania i zmartwychwstania Chrystusa. W ostatnich latach życia artysty powstały: poliptyk Błogosławiona Umila i Maestra, oba w Uffizi, oraz obraz Narodziny Marii.